# レプトン数
レプトン数 (lepton number) は、粒子の性質を表す量子数の一つである。

## 概要
レプトン数は、素粒子の反応に関するレプトンの数から反レプトンの数を引いた量子数である。レプトン数は次の数式で表すことができる：
{\displaystyle L=n_{\ell }-n_{\overline {\ell }}}
ここで右辺は、すべてのレプトンには+1、反レプトンには−1、非レプトンの粒子には0の値が与えられていることを意味する。レプトン数（レプトン荷と呼ばれることもある）は加法的な量子数であり、レプトン数の和は相互作用の前後で保存される。 それに対して、パリティのような乗法的な量子数は、和の代わりに積が保存される。
レプトン数の他に、次の三つのレプトンファミリー数が定義される: 
- 電子および電子ニュートリノの電子数（電子レプトン数） {\displaystyle L_{e}};
- ミュー粒子およびミューニュートリノのミュー数（ミューレプトン数） {\displaystyle L_{\mu }};
- タウ粒子およびタウニュートリノのタウ数（タウレプトン数） {\displaystyle L_{\tau }};

レプトン数の方程式と同じく、対応するファミリーの粒子には+1、反粒子には−1、そして異なるファミリーのレプトンや非レプトン粒子には0の値が与えられる。各レプトンファミリー数 (LF) はそれらの和となる。

## レプトン数保存則
標準模型を含む素粒子物理学の多くのモデルでは、レプトン数保存則が成り立っている。つまり、レプトン数は相互作用を通して不変である。例えば、ベータ崩壊では次のとおりである:
{\displaystyle {\begin{matrix}&n&\rightarrow &p&+&e^{-}&+&{\overline {\nu }}_{e}\\L:&0&=&0&+&1&-&1\end{matrix}}}
中性子nはバリオンなので反応前にはレプトンは存在しないため、反応前のレプトン数は0である。一方、反応後のレプトン数は、陽子の0、電子（レプトン）の+1、反ニュートリノ（反レプトン）の −1を足して0である。このように反応の前後でレプトン数は保存している。
レプトン数が"通常は"各レプトンファミリーごとに保存されているという事実によってレプトンファミリー数保存則は導くことができる。例えば、ほぼ100%のミュー粒子崩壊では、次のようにレプトンファミリー数は保存されている:
{\displaystyle {\begin{matrix}&\mu ^{-}&\rightarrow &e^{-}&+&{\overline {\nu }}_{e}&+&\nu _{\mu }\\L:&1&=&1&-&1&+&1\\L_{e}:&0&=&1&-&1&+&0\\L_{\mu }:&1&=&0&+&0&+&1\end{matrix}}}
このように電子数とミュー数は保存している。これは、レプトンファミリー数保存則が {\displaystyle L_{e}}、{\displaystyle L_{\mu }}および{\displaystyle L_{\tau }}のそれぞれについて成り立つことを意味する。

## レプトン数保存則の破れ
標準模型において、もしニュートリノに質量がないとすればレプトンファミリー数は保存されるはずである。実際にはニュートリノ振動が観測されているので、ニュートリノは微小な質量を持っておりレプトンファミリー数保存則は近似にすぎないことが分かっている。つまりこの保存則は、荷電レプトンを含む相互作用においてはニュートリノの質量が小さいためにかなりの程度で成り立っているものの、破れている。しかし、(全)レプトン数保存則は(標準模型の下では)成り立たなければならない。レプトンファミリー数保存則が破れる例として、次のような稀に起きるミュー粒子崩壊がある。
{\displaystyle {\begin{matrix}&\mu ^{-}&\rightarrow &e^{-}&+&\nu _{e}&+&{\overline {\nu }}_{\mu }\\L:&1&=&1&+&1&-&1\\L_{e}:&0&\neq &1&+&1&+&0\\L_{\mu }:&1&\neq &0&+&0&-&1\end{matrix}}}
実際には(全)レプトン数保存則もカイラルアノマリーがあれば破れるので、この対称性をすべてのエネルギースケールに渡って普遍的に適用するには問題がある。しかしながら、量子数B-Lは保存量になっている見込みがずっと高く、Pati-Salamモデルなどさまざまなモデルに見られる。